# Kanton Évian-les-Bains
Kanton Évian-les-Bains is een kanton van het Franse departement Haute-Savoie. Kanton Évian-les-Bains maakt deel uit van de arrondissementen Thonon-les-Bains (31) en Bonneville (2) en telt 50.443 inwoners in 2018.

## Gemeenten
Het kanton Évian-les-Bains omvatte tot 2014 de volgende 15 gemeenten:
- Bernex
- Champanges
- Évian-les-Bains (hoofdplaats)
- Féternes
- Larringes
- Lugrin
- Maxilly-sur-Léman
- Meillerie
- Neuvecelle
- Novel
- Publier
- Saint-Gingolph
- Saint-Paul-en-Chablais
- Thollon-les-Mémises
- Vinzier

Door de herindeling van de kantons bij decreet van 13 februari 2014, met uitwerking op 22 maart 2015, werd het kanton uitgebreid met volgende 18 gemeenten, waaronder alle gemeenten van de opgeheven kantons Le Biot en Abondance.
- Abondance
- La Baume
- Le Biot
- Bonnevaux
- La Chapelle-d'Abondance
- Châtel
- Chevenoz
- La Côte-d'Arbroz
- Essert-Romand
- La Forclaz
- Les Gets
- Marin
- Montriond
- Morzine
- Saint-Jean-d'Aulps
- Seytroux
- Vacheresse
- La Vernaz